# Beach Point
 (février 2023).
Beach Point est une communauté du Canada située dans le comté de Kings de l'Île-du-Prince-Édouard, à l'est de Murray Harbour.